# Terier walijski
Terier walijski – rasa psa, należąca do grupy terierów, zaklasyfikowana do sekcji terierów wysokonożnych. Typ wilkowaty. Nie podlega próbom pracy.

## Rys historyczny
Terier walijski jest spokrewniony z Lakeland Terrierem. Z wyglądu przypomina airedale terriera, ale jest to starsza rasa. Prawdopodobnie najstarsza rasa Wysp Brytyjskich. Zanim zaczął pełnić rolę psa do towarzystwa, terier walijski był używany na łowienie gryzoni oraz wypłaszanie lisów z nor. Współcześnie także się sprawdza jako pies myśliwski.

## Wygląd

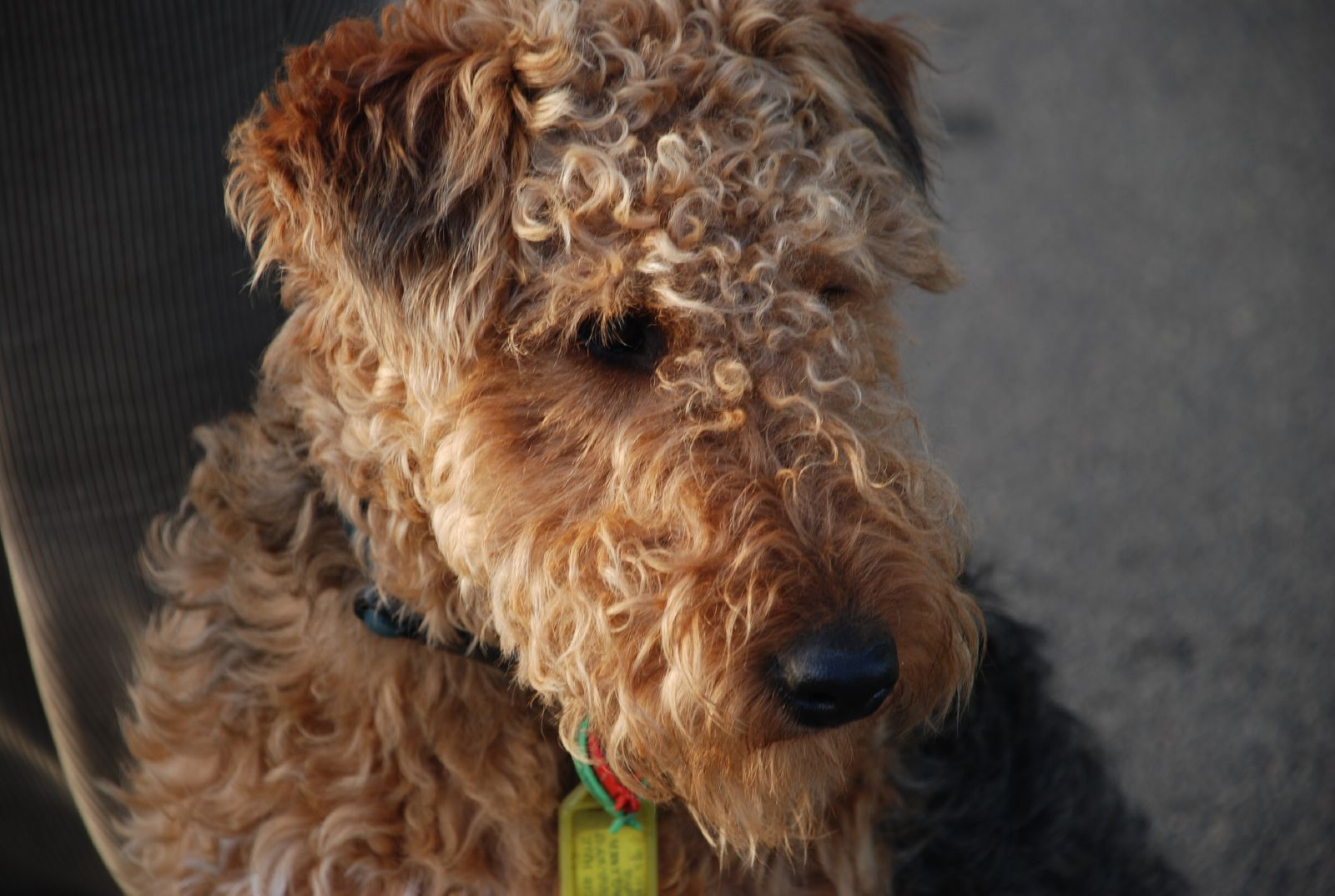
Głowa teriera walijskiego

### Budowa
- Ogon w przeszłości kopiowany, (od 1997 zabrania się w Polsce kopiowania ogona i uszu),
- Ogon kopiowany: dobrze osadzony, noszony prosto, niezawinięty nad grzbietem,
- Ogon niekopiowany: dobrze osadzony, noszony prosto, niezawinięty nad grzbietem. Pasuje do całej sylwetki psa,
- Uszy w kształcie litery V, zawinięte do przodu, mocno przylegające do policzków
- Stop słabo zaznaczony,
- Oczy ciemnobrązowe, głęboko osadzone, o żywym spojrzeniu.

### Szata
Szata jest obfita, twarda, szorstka i gęsta. Na tułowiu okrycie szorstkie z obfitym podszerstkiem, na łapach i kufie sierść jest dłuższa i bardziej miękka.

### Umaszczenie
Maść może być czaprakowata, czarna podpalana lub szaropłowa z podpalaniem.

## Zachowanie i charakter
W porównaniu do lakeland teriera bardziej towarzyski i mniej zaczepny, łatwiejszy do prowadzenia, spokojniejszy. Skore są do zabawy i bardzo wesołe, rzadko bojaźliwe, z reguły pewne siebie. Ze względu na wrodzony upór wobec innych członków rodziny, należy wychowywać go konsekwentnie i odpowiedzialnie. Dobrze znoszą podróże i nie obawiają się nowych miejsc. Silnie związane ze swoim terytorium, którego konsekwentnie bronią. Jest skłonny do dominacji wobec innych zwierząt.

## Użytkowość
Pies myśliwski do polowań na lisy, które miał za zadanie wypłaszać z nor. Brał i bierze nadal udział w polowaniach na dziki (w sforze). Współcześnie hodowany także jako pies towarzyszący. Doskonale sprawdza się też w sporcie zwanym nosework, gdzie może wykorzystać swój wrodzony talent do węszenia.

## Zdrowie i pielęgnacja
Istnieje konieczność zapewnienia dostatecznej porcji ruchu, nadaje się do trzymania w domu. Wymaga trymowania szorstkiej sierści (co najmniej 4 razy w roku). Podatny jest również na uczulenia skórne.